# Félix Ziem
Pour les articles homonymes, voir Ziem.
Félix Ziem, né le 25 février 1821 à Beaune (Côte-d'Or) et mort le 10 novembre 1911 à Paris, est un peintre français proche de l'École de Barbizon, renommé pour ses marines et ses paysages de Venise et de Constantinople. Peintre rattaché à l' orientalisme, il est considéré comme un des précurseurs de l'impressionnisme.

## Biographie

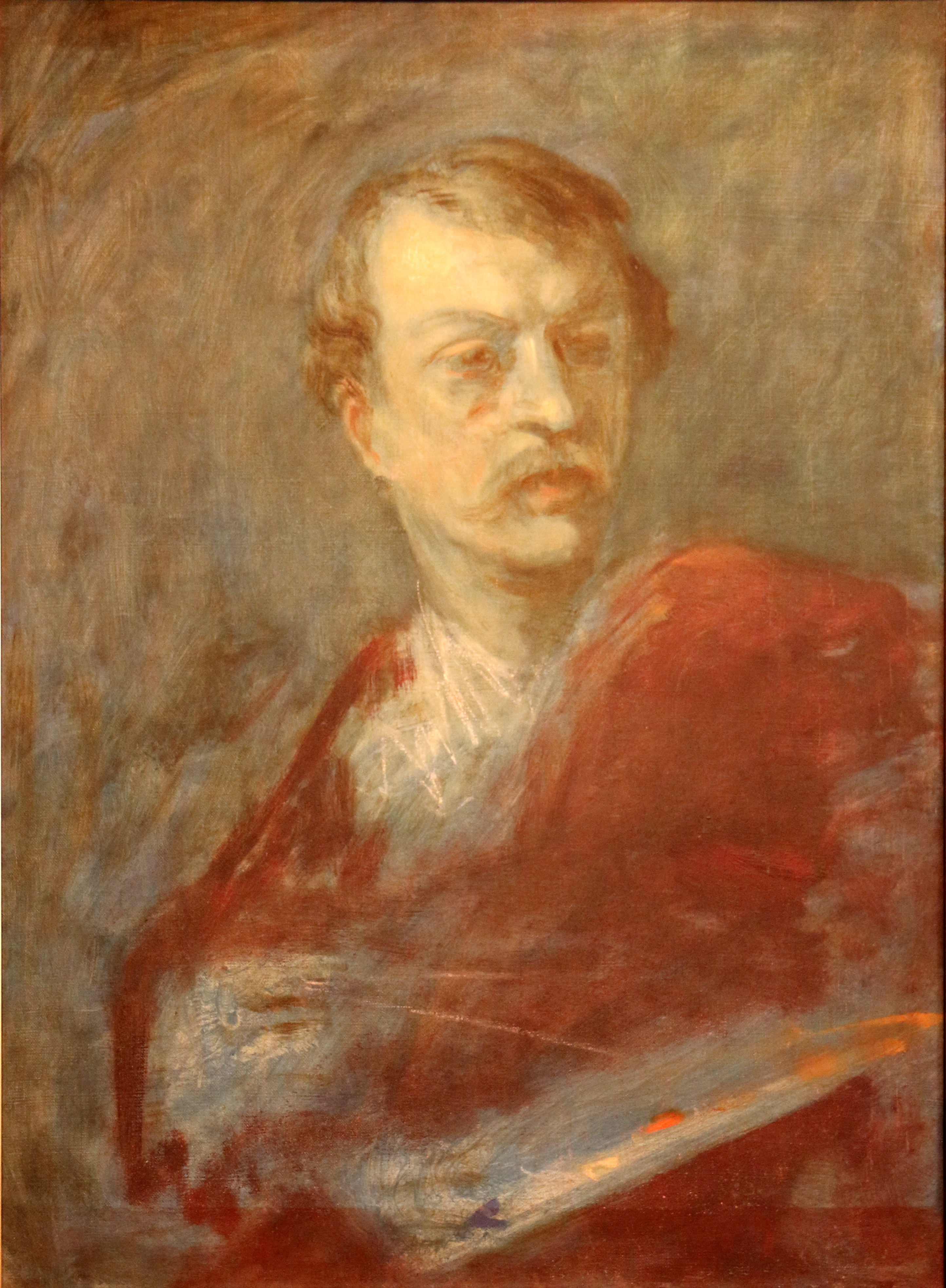
Autoportrait, Martigues, musée Ziem.

### Famille
Félix-Francois Georges Philibert Ziem est le fils de Georges Barthélémy Ziem, émigré polonais, né à Gross-Drecditz en Prusse, travaillant comme tailleur et d'Anne-Marie Goudot son épouse bourguignonne originaire de Nuits-Saint-Georges, issue d’une famille de tisserands.
Selon Louis Fournier, le biographe de Ziem, sa famille paternelle était originaire d’Erzeroum, en Arménie. Son grand père Jean Ziem s’installa en Prusse à la suite de la guerre contre la Russie en 1770 au cours de laquelle il fut fait prisonnier. Le père de Félix était arrivé en France comme prisonnier de guerre de l'armée prussienne lors des guerres napoléoniennes.
Félix Ziem naît à Beaune le 25 février 1821, rue Monge, dans la chambre même où Gaspard Monge vit le jour,.
La famille de Ziem quitte Beaune pour Dijon en 1833, et il grandit en Bourgogne où sa mère meurt en 1837.

### Formation
Ziem suit des cours de dessin et d’architecture à l'École des beaux-arts de Dijon en 1837-1838 et obtient le premier prix au concours de 1838 dans la catégorie architecture-composition. N’ayant pu obtenir la pension de trois ans à Paris, il manifeste en août contre cette injustice, ce qui lui vaut d’être exclu.
Il quitte alors la région pour rejoindre son frère installé à Marseille. Il est engagé comme conducteur de travaux chez M. de Montricher qui réalise le canal de Marseille et il travaille à la construction de l'aqueduc de Roquefavour qui doit amener l'eau à Marseille.
Montricher présente au Duc d'Orléans alors de passage à Marseille, deux de ses aquarelles, et le Duc d'Orléans lui en commande trois en 1840. Ziem se consacre dès lors à sa carrière de peintre et dessinateur. Il ouvre une école de dessin sur le Vieux-Port, recevant jusqu’à plus de vingt élèves.
En 1840, il découvre Martigues où il reviendra pour installer un atelier en 1860. En 1841, il quitte Marseille pour se rendre en Italie. Il s'arrête quelque temps à Nice où séjournent de riches Anglais ou Russes qui constituent une partie de sa clientèle. En 1842, il découvre l'Italie, et surtout Venise qui devient la principale source d'inspiration de sa peinture. Il y rencontre la duchesse de Bade et le prince Gagarine.
Il se rend en Russie en 1843 vraisemblablement sur les instances du prince Gagarine et de sa famille. Il utilise un album au cours de ce séjour et bien après son retour en France. Il ne s'est pas préoccupé d'y consigner régulièrement ses impressions : il mêle sans ordre des vues urbaines, des intérieurs d'église, des marines, des scènes populaires et des scènes de bal. Il devient professeur d’aquarelle des grandes duchesses à Saint-Petersbourg. Il y rencontre Horace Vernet.

### Les Voyages
Après 1843, il travaille sur des paysages de lumière et d'eau et jusqu'en 1847, il parcourt toute l'Italie (Gênes, Milan, Florence où il séjourne huit mois), et le Midi de la France. À Nice en 1846, il rencontre le peintre autrichien Arminius Mayer. Il réalise de nombreuses vues photographiques.
En 1847 il réalise son premier voyage à Constantinople depuis Venise. En 1848 il est à Rome.
En 1849 son père meurt. Il expose pour la première fois au Salon de Paris des vues du Bosphore, de Rome et de Venise. Il en devient un relatif habitué. Il s'installe alors à Paris, quai Malaquais et partage son temps entre la capitale et la forêt de Fontainebleau où il devient l'ami de Théodore Rousseau et Jean-François Millet. Il peint alors des scènes de vie quotidienne, des portraits, et des paysages champêtres, qui le rattachent temporairement à l’école de Barbizon où il peint dès 1853. Il y achète une maison au no 56 de la Grande Rue qu'il occupa de 1907 à 1911. Théodore Rousseau le présente à Jean-François Millet. Il voyage en Flandres en 1850 et 1851.
La Vue du palais des Doges exposé au Salon de 1850 sera sa première acquisition par l’État, qui le nommera chevalier de la Légion d’honneur en 1857.
1856 est l'année de son grand voyage en Orient : Constantinople, Turquie, Liban, Grèce, Égypte où il descend le Nil jusqu'à Khartoum. Il utilisera fréquemment la recomposition du sujet dans son atelier de Montmartre, comme en témoignent ses nombreux carnets de dessin. Il termine son voyage en Sicile, et en 1858 il repart vers Algérie.
En 1859, il déménage pour le quartier de Montmartre, avant la folle ébullition de l’École de Paris, et s'installe rue de l'Empereur (devenue rue Lepic). Mais il garde toujours un pied à terre à Barbizon. Solitaire, il ne côtoie guère les autres artistes de sa génération, ne forme aucun élève et ne prodigue guère de leçons. Mais intégré au monde artistique du XIXe siècle, il fut l'ami de Chopin et de Théophile Gautier dont il partagea le goût de la poésie et du merveilleux.
En 1861, il acquiert la maison qu’il louait à Martigues. Les canaux du petit port de pêche, débouchant sur l’étang de Berre (Bouches-du-Rhône), lui inspirent de nombreux tableaux — c’est en partie grâce à lui que Martigues est surnommée « La Venise provençale ». Ainsi qu'à Vincent Scotto, compositeur, auteur de plusieurs opérettes, et dont la chanson " Adieu Venise provençale" illustrera Martigues à la postérité.
Jusqu'en 1880, il parcourt l'Europe et surtout Venise où il séjourne au moins deux fois par an. Il transforme le site de Martigues en un ensemble oriental de mosquées et minarets. Il y a comme jeune élève Justin J. Gabriel.

### La Reconnaissance

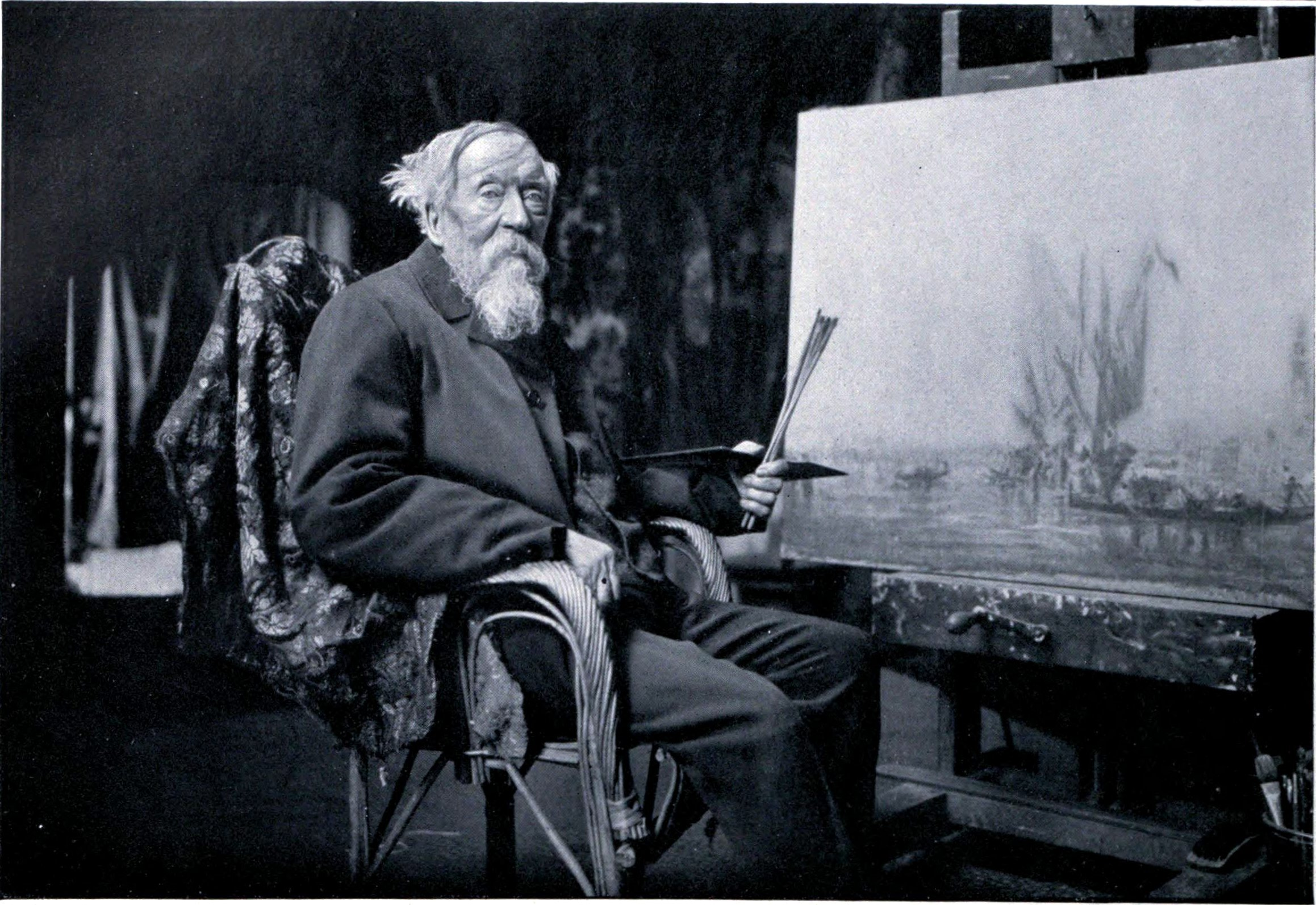
Dornac, Félix Ziem (vers 1911), photographié dans son atelier.

Durand-Ruel devient l’un de ses marchands en 1865 et il se fait construire en 1866 un nouvel atelier à Montmartre au 65, rue Lepic. En 1868 il prépare une importante vente aux enchères d’aquarelles dont Théophile Gautier écrit la préface du catalogue. En 1869, après son 19e voyage à Venise, il est nommé au jury du Salon de 1870. Il est présent à Paris pendant les sièges de la ville par les prussiens puis par les versaillais en 1871.
Il rencontre Ursule Treilles, sa future épouse en 1877.

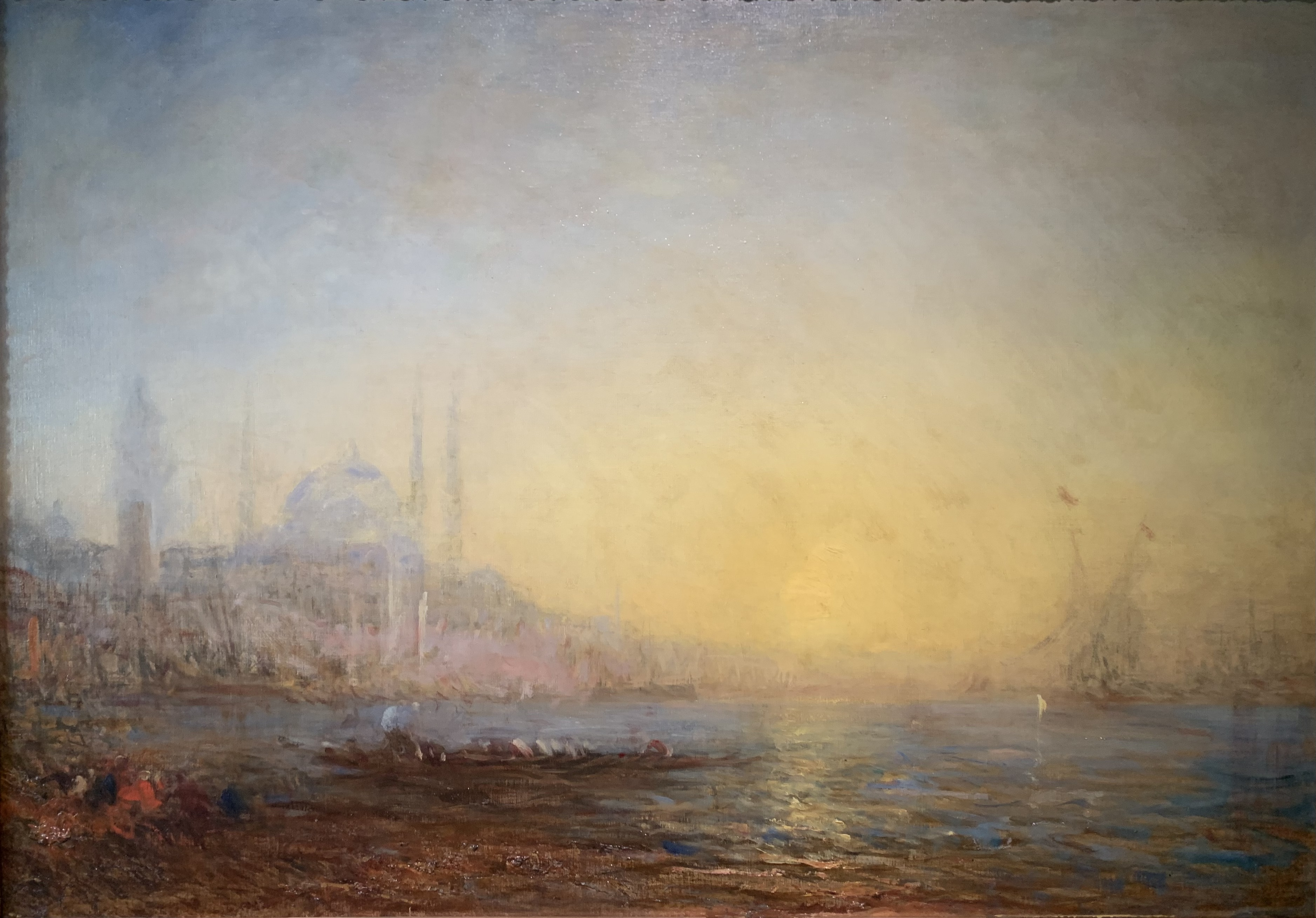
Constantinople, v. 1850-1900, huile sur toile, MBA Dijon

En 1880, il installe un autre atelier à Nice, où il passe dès lors la majorité de son temps quand il n'est pas à Paris, mais il séjourne à Beaune en 1883.
En 1886, il rencontre Vincent van Gogh qui vient de s’installer chez son frère Théo au 54, rue Lepic. En 1888, il participe une dernière fois au Salon où il  n'avait pas exposé depuis 1868.
Le 20 mai 1897, le conseil municipal de Beaune donne le nom de Félix Ziem à une rue de la ville.

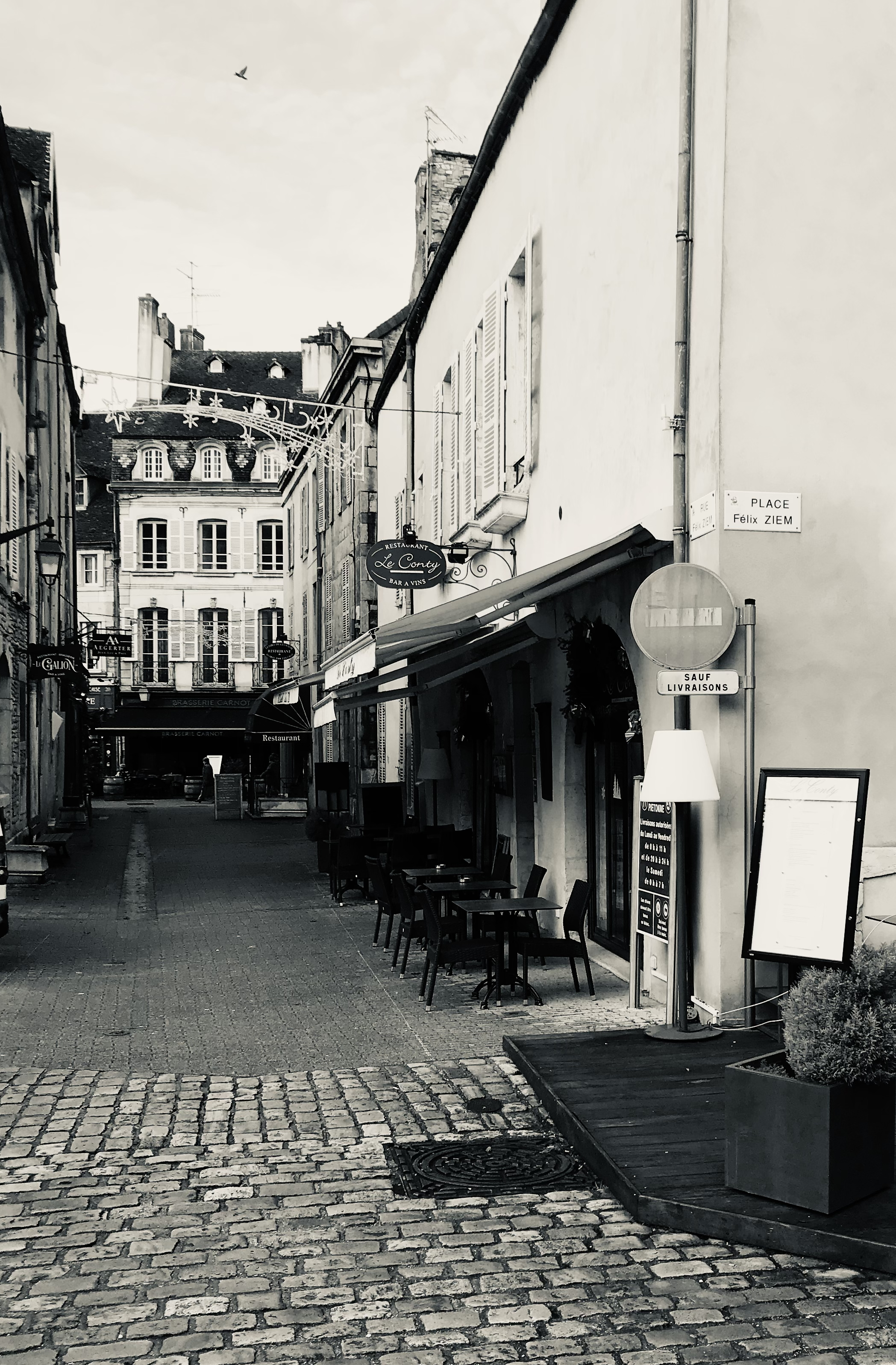
Place et rue Felix-Ziem à Beaune (janvier 2024).

En 1897, il devient l’ami d'Auguste Rodin qui lui offre une œuvre.

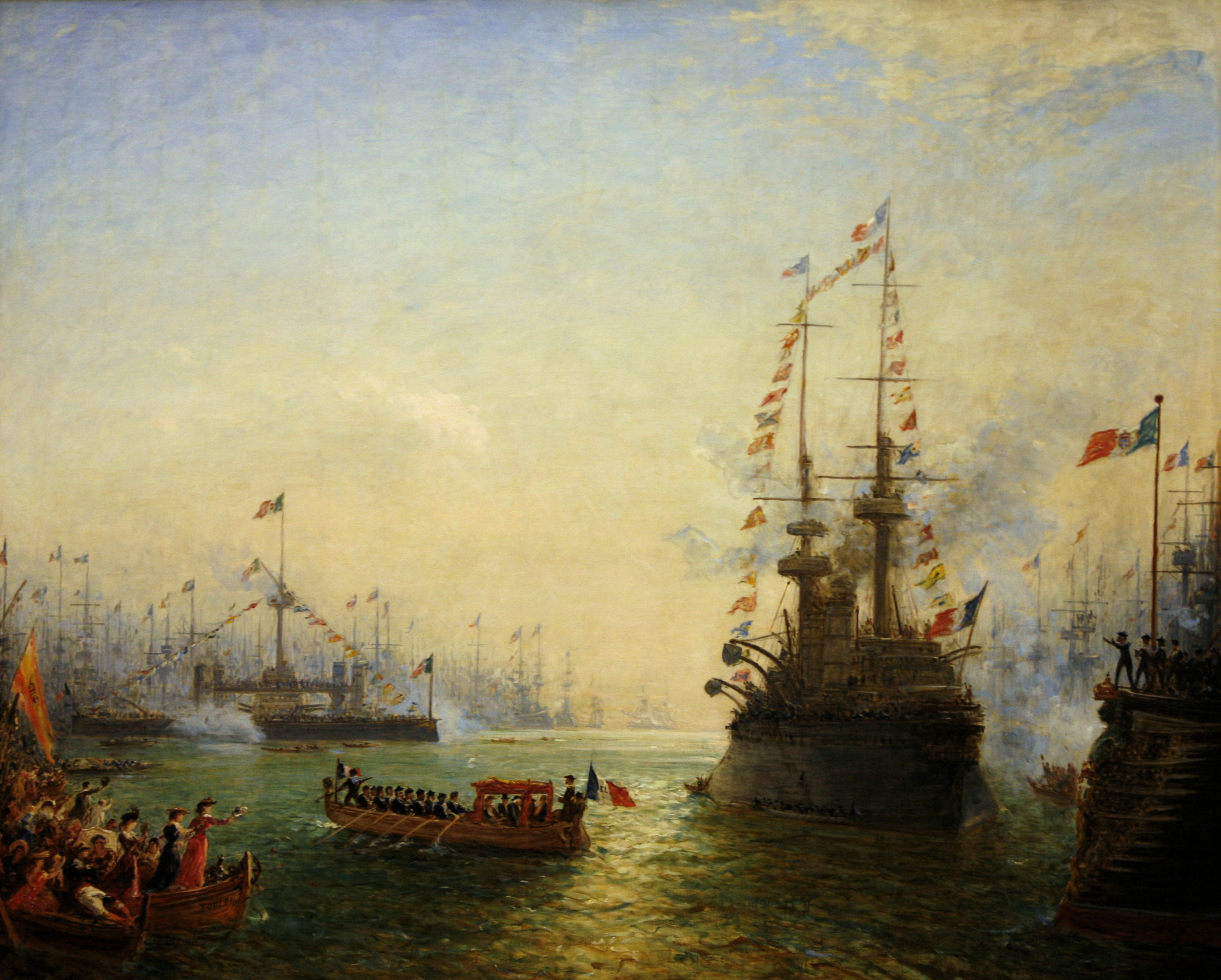
Toulon, visite du président Émile Loubet aux escadres française et italienne en avril 1901, Paris, musée national de la Marine.

En 1901, quelques jours avant les fêtes organisées à Toulon pour la visite officielle du duc de Gênes, amiral de la flotte italienne, il reçoit la commande d'un tableau pour commémorer l'évènement. Le ministre de la Marine lui précise qu’il a toute liberté pour le choix du sujet. Il choisit de représenter le cuirassé Saint-Louis, à bord duquel se trouvait le président de la République Émile Loubet, dans la rade de Toulon. Cette œuvre, le plus grand des tableaux de Ziem connu à ce jour, consacre la nomination de l’artiste dans le corps des peintres de la Marine.
En 1902, il envoie une somme d’argent pour la reconstruction du Campanile de Venise qui s’est écroulé.
Il épouse le 16 mai 1904 à Nice mademoiselle Treilles.
L'inauguration de la collection Ziem au musée des Beaux-Arts de la Ville de Paris a lieu en 1905 en présence du président de la République Émile Loubet et, en 1906, Victor Ségoffin réalise son buste exposé au Salon de 1907.
En 1908, à la suite d'un don du peintre d'une esquisse de Toulon, visite du président Émile Loubet aux escadres française et italienne en avril 1901, la Ville de Martigues crée le musée Ziem. Il est inauguré en 1910.

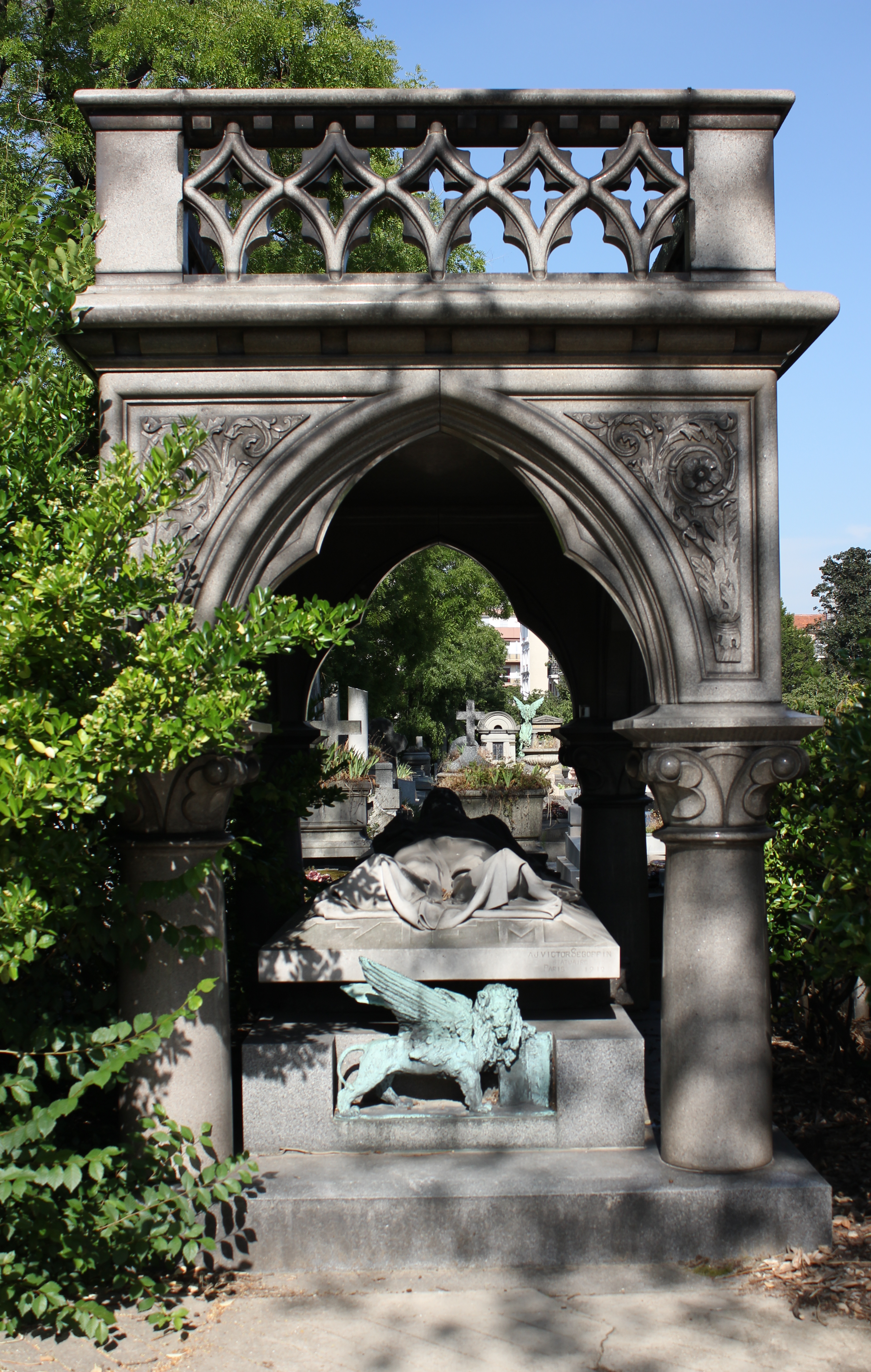
Sépulture de Félix Ziem, Paris, cimetière du Père-Lachaise.

À l’occasion du legs Chauchard, des œuvres de Ziem entrent au musée du Louvre à Paris. C’est la première fois qu’un artiste vivant y est exposé.
Il meurt le 10 novembre 1911 et est inhumé à Paris au cimetière du Père-Lachaise (93e division). Son gisant en marbre est dû à Victor Ségoffin.

## Distinctions
- Commandeur de la Légion d'honneur (1905). Nommé chevalier en 1857 et promu officier en 1878.

## Postérité
Peintre prolifique sa production est estimée à plus de 10 000 œuvres peintes, un nombre dû à la répétition d'œuvres en plusieurs exemplaires. En novembre 1911 à son décès, il est un peintre admiré et reconnu, premier artiste étant entré au musée du Louvre de son vivant par le legs Chauchard en 1910. Un mois plus tard, la presse publie le résultat de la vente aux enchères de plusieurs de ses œuvres : Constantinople pour 13 900 francs, le Départ de la flotte vénitienne pour 7 000 francs et le Palais ducal à Vienne pour 7 500 francs.
À sa mort, il laisse un nombre considérable de peintures, de pochades et d’esquisses peintes dans ses ateliers de Paris et de Nice. Sa veuve, aidée par l’artiste Eugène-Camille Lambert (1871-1948), fait l’inventaire avec
numérotation et marquage — cachet rouge du fonds d’atelier apposé sur les œuvres — de ce fonds d’atelier. Dans la foulée, elle organise le don d’œuvres dans de nombreux musées — principalement
Beaune, Martigues et Dijon —, ce qui permet de diffuser l’œuvre de son époux auprès des musées
français.

## Expositions

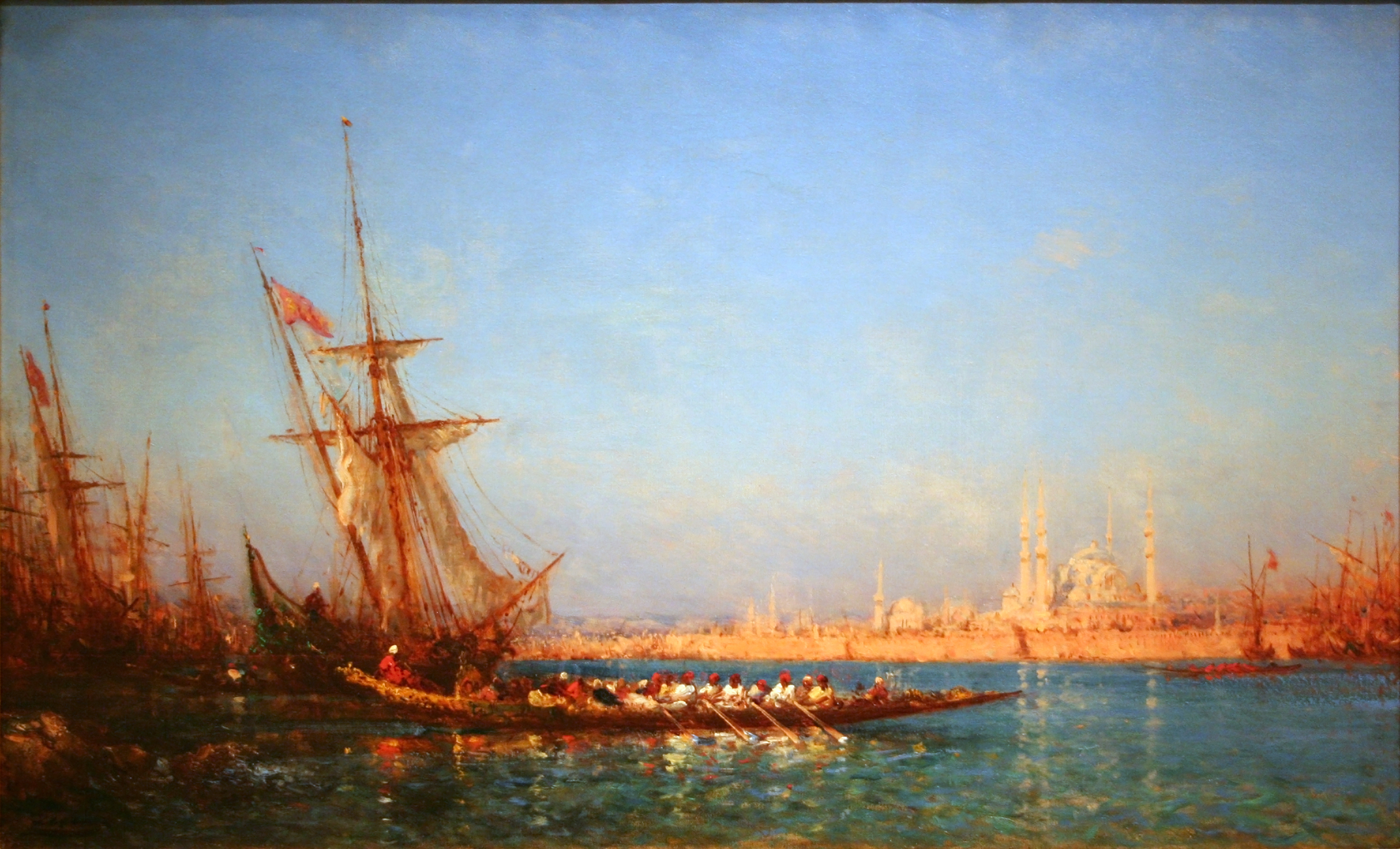
Vue d'Istamboul, Istamboul, musée Pera.

- 1994 : « Félix Ziem, peintre voyageur, peintures » au musée Ziem de Martigues.
- 1995 : « Félix Ziem, peintre voyageur, œuvres graphiques » au musée Ziem de Martigues.
- 2001 : « Félix Ziem, la traversée d'un siècle » au musée Ziem de Martigues.
- 2008 : « Les Vies de Ziem » à l'occasion du centenaire du musée Ziem de Martigues.
- 2008 : « Le 19e siècle de Ziem » à l'occasion du centenaire du musée Ziem de Martigues.
- 2008 : « Le musée (de) Ziem » à l'occasion du centenaire du musée Ziem de Martigues.
- 2008 : « Ziem 1821-1911 Orientaliste ou Impressionniste ? », du 19 juin au 30 novembre au musée de la Maison Fournaise à Chatou et la collaboration du musée Ziem de Martigues.
- 2011 : « Les Ziem du Petit Palais, Paris » au musée Ziem de Martigues.
- 2011 : « Félix Ziem », rétrospective organisée par la Fondation « Regards de Provence » au palais des Arts de Marseille pour le centenaire de sa mort.
- 2011-2012 : « Voyages, impressions et paradoxes » au musée des Beaux-Arts de Beaune pour le centenaire de sa mort.
- 2012 : « Félix Ziem, Peintre Voyageur » Pénitents noirs, centre d'art à Aubagne.
- 2013 : « Félix Ziem, J'ai rêvé le beau, peintures et aquarelles » au Petit Palais à Paris[16].
- 2013-2014 : « Félix Ziem, Peintures » au musée Ziem de Martigues.
- 2014 : « Rembrandt, Le Lorrain, Turner… Gravures de la collection Ziem » au musée Ziem de Martigues.
- 2017 : « Félix Ziem, entre ciel et mer », musée Ziem de Martigues.
- 2018 : « Félix Ziem, peintre, dessinateur et aquarelliste », musée Ziem de Martigues.
- 2019 : « Félix Ziem, peintre de Venise », musée Ziem de Martigues.
- 2022 : « Ziem et l'Italie », musée Ziem de Martigues.
- 2023 : « Félix Ziem, peintre de la Méditerranée », musée Ziem de Martigues.
- 2023-2024 : « Félix Ziem - Saisir la lumière », Palais Lumière, Évian-les-Bains[17].

## Iconographie
- Anonyme, Félix Ziem, vers 1865, photographie, Paris, Bibliothèque nationale de France.
- Dornac, Félix Ziem dans son jardin rue Lepic, photographie, entre 1885 et 1895, Paris, musée Carnavalet[18].
- Victor Ségoffin, Félix Ziem (1821-1911) , peintre, 1905, bronze, Paris, musée d'Orsay[19].
- Édouard Darviot, Portrait de Félix Ziem  à 82 ans, 1904, huile sur toile, musée des Beaux-Arts de Beaune.
- Gustave Ricard, Portrait de Ziem, 1844-1855, huile sur toile, Martigues, musée Ziem.
- Félix Ziem, Autoportrait, vers 1865-1870, huile et craie sur toile, Martigues, musée Ziem.
- Darey, Ziem dans l'atelier du 65 rue Lepic à Paris, entre 1866 et 1870, huile sur bois, collection particulière[20].

## Œuvres
Nombre de ses œuvres sont conservées à Paris au Petit Palais. Une quarantaine se trouvent dans sa ville natale au musée des Beaux-Arts de Beaune, en Provence à Marseille et surtout à Martigues où il installe un atelier en 1860, et où le musée Ziem lui est consacré.